# كهف سالتسوفن
كهف سالتسوفن هو كهف يقع في منطقة توتنغيبيرغه [الألمانية](الجبال الميتة) على مقربة من بحيرة غروندلسيه في مقاطعة ستيريا النمساوية، وهو اعلى كهف في جبال الألب مع اكتشافات من العصر الحجري القديم في النمسا. يقع مدخل الكهف على المنحدر الجنوبي الغربي من جبل سالتسوفن [الألمانية] الذي يرتفع  2070مترا عن سطح البحر، حوالي 65 مترا تحت القمة. قيس طول الكهف الإجمالي عام 2008 بـ 3588 مترًا.
. 
يرجع اسم أوفن (فرن) (بالألمانية: Ofen)‏ إلى تسمية قديمة لنوع من الصخور.

## تاريخ
اكتشف في عام 1924 اثنان من الصيادين الآثار الأولى داخل الكهف، وبعدها بحث فيها عضو المجلس المدرسي أوتو كوربر حتى عام 1944. أجريت حفريات في الاعوام 1939، و 1948-1953، و1956-1964 تحت قيادة كورت إيهرنبرغ ، وإلى جانب عظام الحيوانات التي اكتشفت، وأهمها دببة الكهوف وأسود الكهوف دببة الكهوف وأسود الكهوف  ، اكتشفت أدلة على نشاط استيطاني بشري في الكهف الذي كان كانت بمثابة محطة صيد لإنسان العصر الحجري القديم. عثر في الكهف على التنقيب عن أدوات حجرية، وجماجم الدببة مرتبة بشكل واضح. كما عثر على قطع من الفحم تمكن تحديد عمرها بواسطة فحص الكربون المشع، ويبلغ الـ34 ألف سنة (± 3000 سنة)، كما أظهر فحص الكربون المشع لحبوب لقاح النباتات ومجموعة مختارة من العظام في إحدى الطبقات عمرا يبلغ الـ 31200 إلى 49000 سنة (± 1100). عثر في الكهف على عظم مثقوب يشبه الناي، إلا أنه يعتر وفقا للبحوث الحديثة منتجًا «طبيعيا» نشأ من عضّة حيوان.
بعض المكتشفات العظمية معروضة في كامرهوف في بلدة باد أوسيه القريبة.
في عام 1972 عثر في الكهف للمرة الأولى على عينة من خنفساء الكهوف العمياء ( Arctaphaenops nihilumalbi ).